# Edward Ling
Edward Ling (Taunton, 7 maart 1983) is een Brits schutter. 

## Biografie
Ling komt uit in het onderdeel Olympische trap. Op de Olympische Zomerspelen 2004 werd hij 25ste. Acht jaar later werd hij 21ste. Op de wereldkampioenschappen in 2014 werd hij tweede. Op de Olympische Zomerspelen 2016 behaalde hij een bronzen medaille. 

## Palmares
- Olympische Zomerspelen 2004: 25ste
- Wereldkampioenschap voor landenploegen 2011:
- Olympische Zomerspelen 2012: 21ste
- Wereldkampioenschap 2014:
- Olympische Zomerspelen 2016: